# Saint Xavier University
La Saint Xavier University (abbreviato SXU) è un istituto misto quadriennale di alta formazione situato nella zona sud-occidentale di Chicago, Illinois.

## Storia
La Saint Xavier University fu fondata dalle Suore della Misericordia nel 1846 su richiesta del vescovo William Quarter. Quando la città di Chicago aveva meno di dieci anni di vita, le Suore della Misericordia, sotto la guida di madre Mary Francis Warde, costituirono l'accademia femminile di San Francesco Saverio. L'accademia, che sarebbe poi diventata il Saint Xavier College e infine la Saint Xavier University, fu il primo college della Misericordia nel mondo ed è il più antico college legalmente riconosciuto della città di Chicago.
Il campus originario, distrutto nel grande incendio di Chicago del 1871, si trovava in Wabash Avenue tra la Madison e la Monroe nel centro di Chicago. Subito dopo il campus fu ricostruito in un terreno di 2 ettari al confine meridionale di Chicago.